# Хенк Тимер
Хендрик Тимер (хол. Hendrik Timmer; 3. децембар 1971) бивши је холандски фудбалер који је играо на позицији голмана.
Читаву своју каријеру провео је у Холандији игравши највише за ПЕЦ Зволе и АЗ Алкмар. За репрезентацију Холандије одиграо је седам утакмица и био у саставу на СП 2006. и ЕП 2008.

## Трофеји
Фајенорд
- Куп Холандије: 2007/08.
- Куп УЕФА: 2001/02.